# 45型駆逐艦
45型駆逐艦（45がたくちくかん、英: Type 45 Destroyer）は、イギリス海軍のミサイル駆逐艦の艦級。1番艦の名前からデアリング級（英: Daring-class）、また姉妹艦全ての艦名がDで始まることからD級（英: D class）とも称される。

## 来歴
1960年代より、NATO諸国海軍はフリゲートの共同開発を志向しており、1979年12月には研究グループが発足、1981年より実行可能性調査が開始された。これによって着手されたのがNFR-90（NATO Frigate Replacement for 1990s）計画であり、NATO加盟8カ国で50隻以上が建造される予定であった。イギリス海軍も、42型駆逐艦の後継となる次期防空艦を狙ってこの計画に加わっており、12隻程度の建造を予定していた。しかし、NFR-90計画は事前調整から難航しており、また、他国との運用要求の差異から、イギリス海軍はNFR-90計画艦では42型駆逐艦の代替には不適であると判断、1989年に計画より脱退した。その後もNFR-90計画は多くの困難に直面し、1990年1月には計画そのものが空中分解した。
1989年にNFR-90計画から脱退した後、イギリスは独自に次期防空艦の開発を進めていた。NFR-90計画の崩壊後、フランスもやはりシュフラン級駆逐艦の後継となる防空艦を模索していたことから、90年には、英仏将来フリゲート（Anglo-French Future Frigate, A3F）計画が開始された。A3F計画は数度の危機に曝されたものの、92年にはイタリアも加わったホライズン計画として具体的な作業が開始された。ホライズン計画では、独自の艦対空ミサイルを採用した対空武器システムとしてのPAAMSを共同開発し、これを共通設計の船体に搭載することとしていたが、細部の武装については各国が独自のものを搭載する計画であった。しかし船体設計などについて各国の意見が対立したことから計画は遅延し、ホライズン計画艦が42型駆逐艦の更新に間に合わなくなる危険が生じたことから、1999年、イギリスはホライズン計画より脱退した。
その一方、PAAMSの開発には続けて参加しており、イギリスは、PAAMSを中核とした独自の防空艦の開発を決定した。これによって開発されたのが本型である。当初は12隻が計画され、初期型として6隻の建造が決定されていたが、建造費の高騰と予算削減、ネットワーク能力の強化の目途がついたことなどにより、2004年に計画は8隻に縮小され、2008年にはさらに6隻に削減された。常時5隻を就役させておくという当初の計画は変更されていないが、イギリス国防省では困難視する意見もある。

## 設計

### 船体

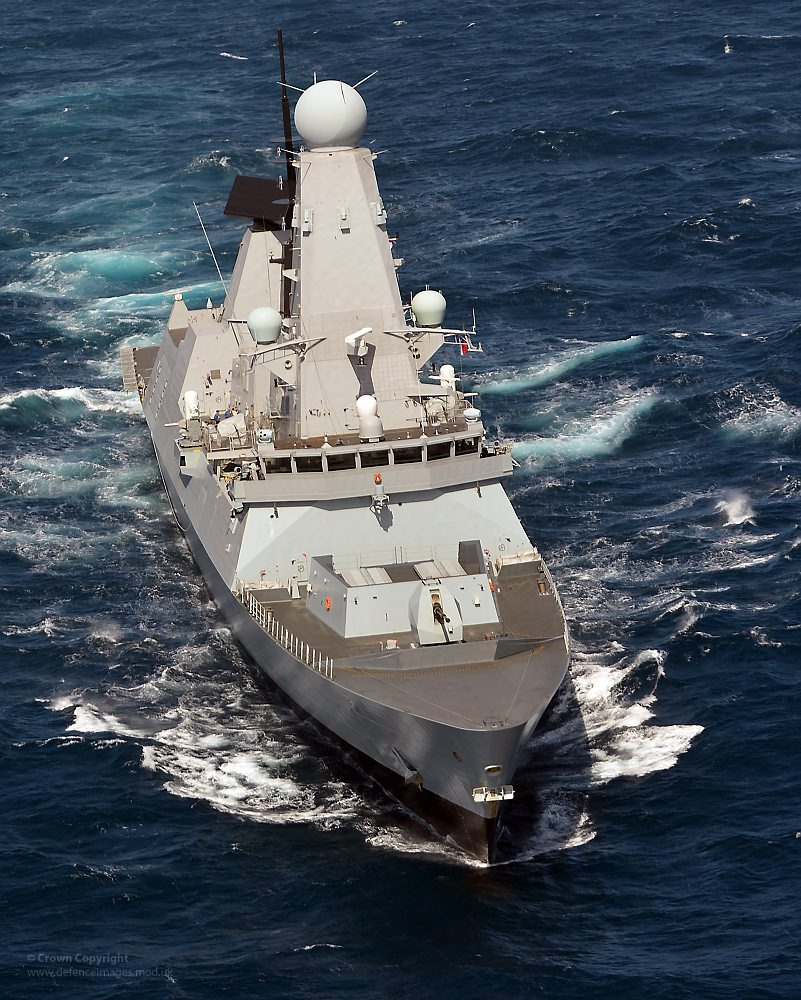
正面から撮影した船体

船型は2層の全通甲板を備えた遮波甲板型とされた。1989年のNFR-90計画艦は5,400トン、ホライズン計画の着手当初は6,500トンであったのに対し、本型は7,000トン級に大型化している。これは、主たるセンサーとなるサンプソン多機能レーダーのアンテナを海面上35メートルの位置に配置するという要請に基づいたものであった。また艦内スペースの増大という副次的効果があり、23型フリゲートの約2倍になった。これにより、艦内配置の合理化や居住性・抗堪性・整備性の改善が実現された。
多様な作戦環境に対応する必要があり、長期の海外展開も考慮していることから、居住性については特に配慮がなされている。士官は訓練中の士官候補生以外は全員が個室、下士官も個室または2人部屋が与えられており、iPodドック付き駆逐艦として話題になったこともある。定員は190人であるが235人までの増員を見込んで設計され、また海兵隊員60人の乗艦を考慮しており、海兵隊員の練度維持のためにフィットネス・ルームも設置されている。
上記の要請に伴って、L/B比も小さい幅広の船型となった。また水線下の船型は、模型船試験で得られた知見を反映して大幅に修正された。特に最大速力時の甲板への波の打ち上げが指摘されたことから、艦首のフレアを強め、シアを高めた。ナックルラインは取りやめられ、上甲板幅までフレアと傾斜が付された。もともと、レーダー反射断面積（RCS）低減のため、外壁には全体に傾斜が付されていたが、この設計変更により、当初計画よりも更に鋭くなった。
本型の構造設計には、ロイド艦船規則（Lloyds Naval Rules）が導入された。従来の軍艦は海軍本部の艦船技術標準（Naval Engineering Standard）に準拠していたが、海軍・造船所ともに艦艇の設計・建造を継続的に実施できないことから、設計技術の維持困難が指摘されており、規則による設計が志向されたとみられている。また建造にあたってはブロック方式が徹底されており、船体は6個のブロックに分割されており、複数の造船所で分担して建造される。

### 機関
本型の最大の特徴が、機関に統合全電気推進（Integrated Full-Electric Propulsion, IFEP）方式を採用したことにある。これは、主機関を電気推進のみとする（エンジンにより直接スクリュープロペラを駆動することはない）とともに、電気推進に用いるための電力と、艦船内の他の用途（兵器や電子機器、その他船内サービス用）の電力の電源を共用化する技術であり、高度な電力制御技術と高性能の電動機が必要とされるものの、電力配分・機関運転の適正化や維持コスト低減、水中騒音の抑制など多くの利点がある。
本級では、主発電機の原動機として、新開発のノースロップ・グラマン/ロールス・ロイス WR-21ガスタービンエンジン（軸出力25メガワット、発電機出力21メガワット）が2セット搭載された。これは、中間冷却器や廃熱再生器（ICR）を備えた最初の航空転用型ガスタービンであり、燃費に優れることから、海外領土警備に必要な長大な航続距離を実現している。また排気温度が低いため、赤外線シグネチュア低減にも益している。このほか、バルチラ12V200ディーゼルエンジンを原動機とする発電機（出力2メガワット）も2セット搭載された。
これらの交流発電機からは電圧4,160ボルトの高圧送電が行われており、2面の高圧配電盤を介して、電動機および低圧配電盤に配電される。低圧配電盤からは通常の440ボルトに変電して、13ヶ所の配電センターを経由して艦内各所に配電される。電動機としてはコンバーチーム社製電動機（20メガワット (27,000 hp)）2基が用いられる。推進器は固定ピッチ・プロペラだが、取付角度を3度以内で調節できる組立式であり、排水量の経年増加に対応して効率が良いプロペラ・ピッチに適宜調整して使い続けることができる。
設計上の最大速力は29ノットだが、ネームシップは海上公試で31.5ノットを記録した。

### 問題

#### 電力不足問題
2基の発電機の容量不足から頻繁に艦全体の停電が発生しており、6隻すべてが機関に何らかの問題を抱えているということが2016年1月に報じられた。改善案として新規に3基目のエンジンを追加する予定であるが大規模かつ高額な工事となる。これについて2016年6月7日に開催された英議会国防委員会において、ロールス・ロイスやBAEシステムズの幹部は「当初要求された条件よりはるかに過酷な状況での運用を強いられた」と主張。温度の高い環境をシステムが認識できず、タービンの発電能力が追い付かなくなってすべての電力が失われたと主張。一方英国防相の広報は、「45型駆逐艦は亜北極帯から熱帯環境まで、世界中で運航できる設計になっている。ペルシャ湾でも南大西洋でも1年を通して安定的に運航し続けている」と強調した。
最終的に2018年3月に1億6千万ポンドの契約を結び「プロジェクトネイピア」という名称で、船の船体を切断し、既存のバルチラ製ディーゼル発電機（出力：2メガワット）2基を、船舶の推進力を提供できるロールスロイス製発電ユニット（MTU製ディーゼル発電機、出力：3メガワット）3基に置き換える改修を行うこととなった。前述の原因はノースロップ・グラマン製のインタークーラーの信頼性問題にあり、これにより一時的に推進力だけでなく、兵器、航行システムなどの発電を一時的に無効にし、時折ほぼ完全な艦の停電を引き起こしていたとされた。2015年の時点で国防省は船舶がこの問題を経験していたことを認識していたという。最初に換装を行う「ドーントレス」では、2019年10月に作業が始まる予定だったが、3度の延期を経て、7ヶ月遅れの2020年5月からバーゲンヘッド造船所での作業を開始、2022年に改修を完了した。

#### 水中雑音問題
2017年2月、デイリー・テレグラフは45型駆逐艦の水中放射雑音が激しく、100マイル先のロシア海軍の潜水艦にも聞こえるほどだと報道した。これは冷戦終結以来、騒音防止について無視してきた結果だという。

## 装備

### C4ISR

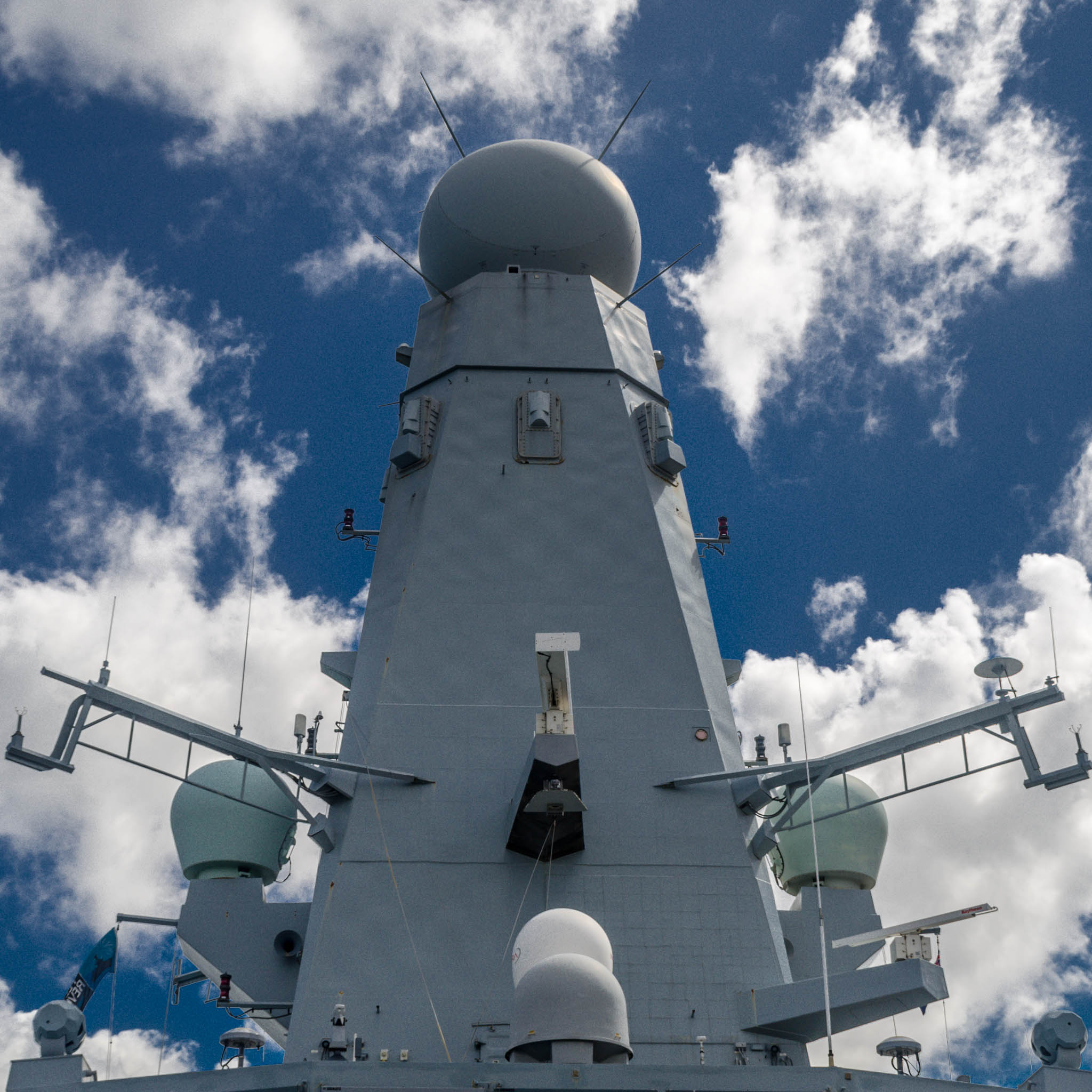
SAMPSON多機能レーダー

中核的なセンサーとなるのがSAMPSON多機能レーダーである。これはSバンドのアクティブ・フェーズド・アレイ（AESA）レーダーで、最大探知距離250 km、500～1,000の目標を同時に追尾でき、12の目標と同時に交戦可能であるほか、特に敵の電子攻撃に対する耐性が優れていることが特長である。イギリス海軍では1045型レーダーとして制式化されている。
またこれを補完してS1850Mも搭載される。これはLバンドの広域捜索3次元レーダーで、PAAMSのサブシステムであるSAMPSON多機能レーダーが近距離での目標精密追尾・ミサイル射撃指揮に専念できるよう、遠距離での早期警戒を担当する。イギリス海軍では1046型レーダーとして制式化されている。
ソナーとしては、MFS-7000をバウ・ドームに収容して搭載する。これはEDO社の997型ソナーであり、イギリス海軍では2091型ソナーとして制式化されている。
戦術情報処理装置としては、23型フリゲートでDNAとして装備化されたSSCS（Surface Ship Command System）をもとに発展させたCMS-1を搭載した。戦術データ・リンクとしては、リンク 11およびリンク 16、リンク 22、またSTDLにも対応している。

### 武器システム
上記の経緯より、本艦の中核的な武器システムとなったのがシーバイパー（GWS.45）艦対空ミサイル・システムである。これはPAAMSのイギリス仕様（PAAMS(S)）として開発された統合武器システムであり、優れた即応性、同時交戦能力と耐妨害性を備えている。艦首甲板に48セルのシルヴァーA50 VLSが搭載され、アスター艦対空ミサイル（SAM）を収容する。また2021年には、シーセプター（CAMM(M)）用のVLS（24セル）を追加装備し、既存のシルヴァーVLSはアスター30専用とすることが決定された。
艦砲としては、ホライズン計画で予定されていたアメリカ製の54口径127mm単装砲は棄却され、退役する前任者である42型駆逐艦の装備品を流用して砲盾のステルス化を図った55口径114mm単装砲（4.5インチ砲Mk.8 mod.1）を艦首甲板前方に搭載した。砲射撃指揮装置としては、電子光学式のGSA.9（ラダメック2000）が用いられている。また近接目標への備えとしてDS30B 75口径30mm単装機銃も搭載している。なお、ファランクス 20mmCIWSやハープーン艦対艦ミサイルの4連装発射筒2基、短魚雷発射管の後日装備余地が確保されており、後に全艦がファランクスを搭載したほか、一部の艦ではハープーンも装備している。
艦載機としては、小型のリンクスHMA.8中距離魚雷投射ヘリコプターや大型のマーリンHM.1哨戒ヘリコプターが想定されている。また航空艤装そのものは、更に大型のチヌーク輸送ヘリコプターにも対応可能である。

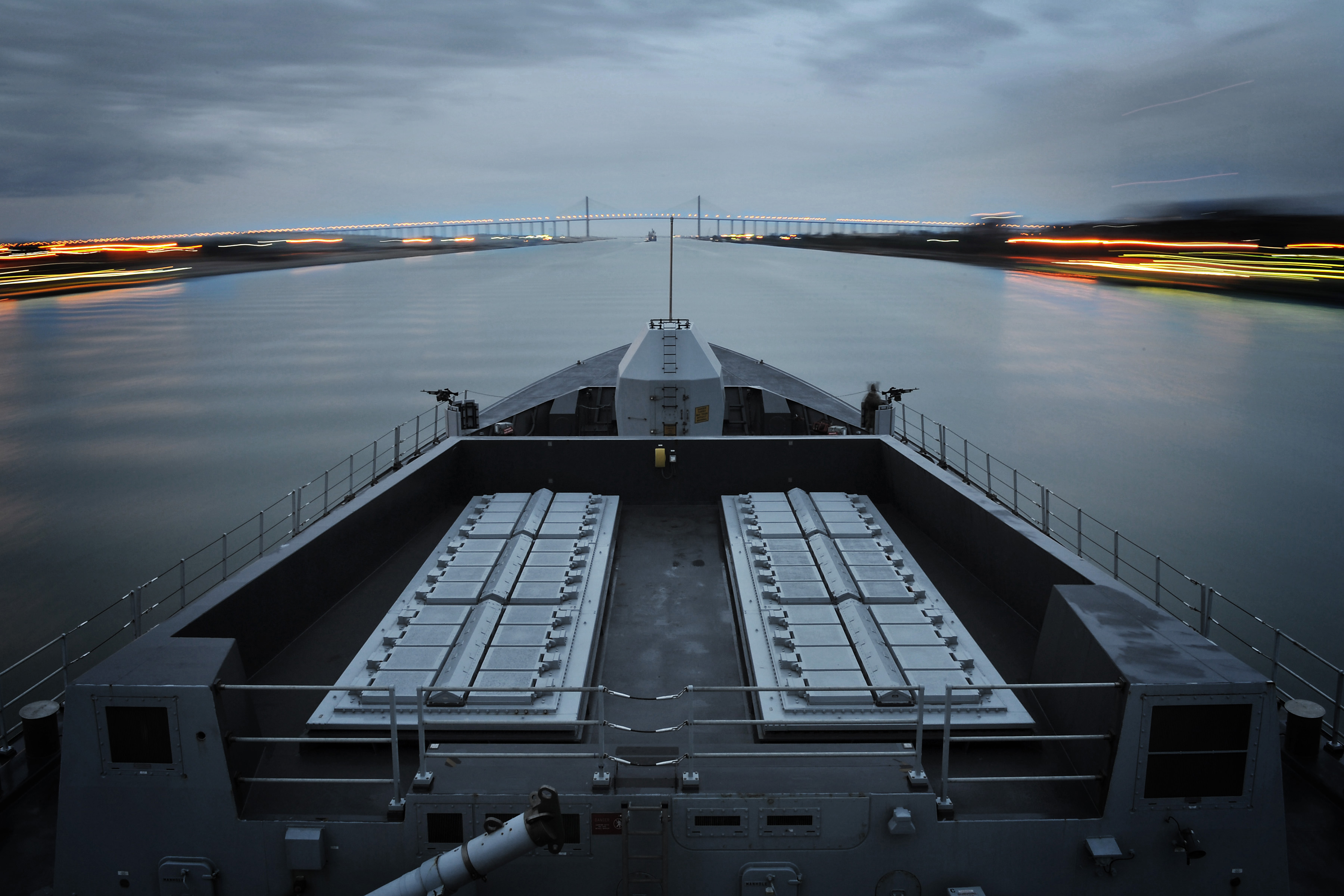
シルヴァーA50 VLS
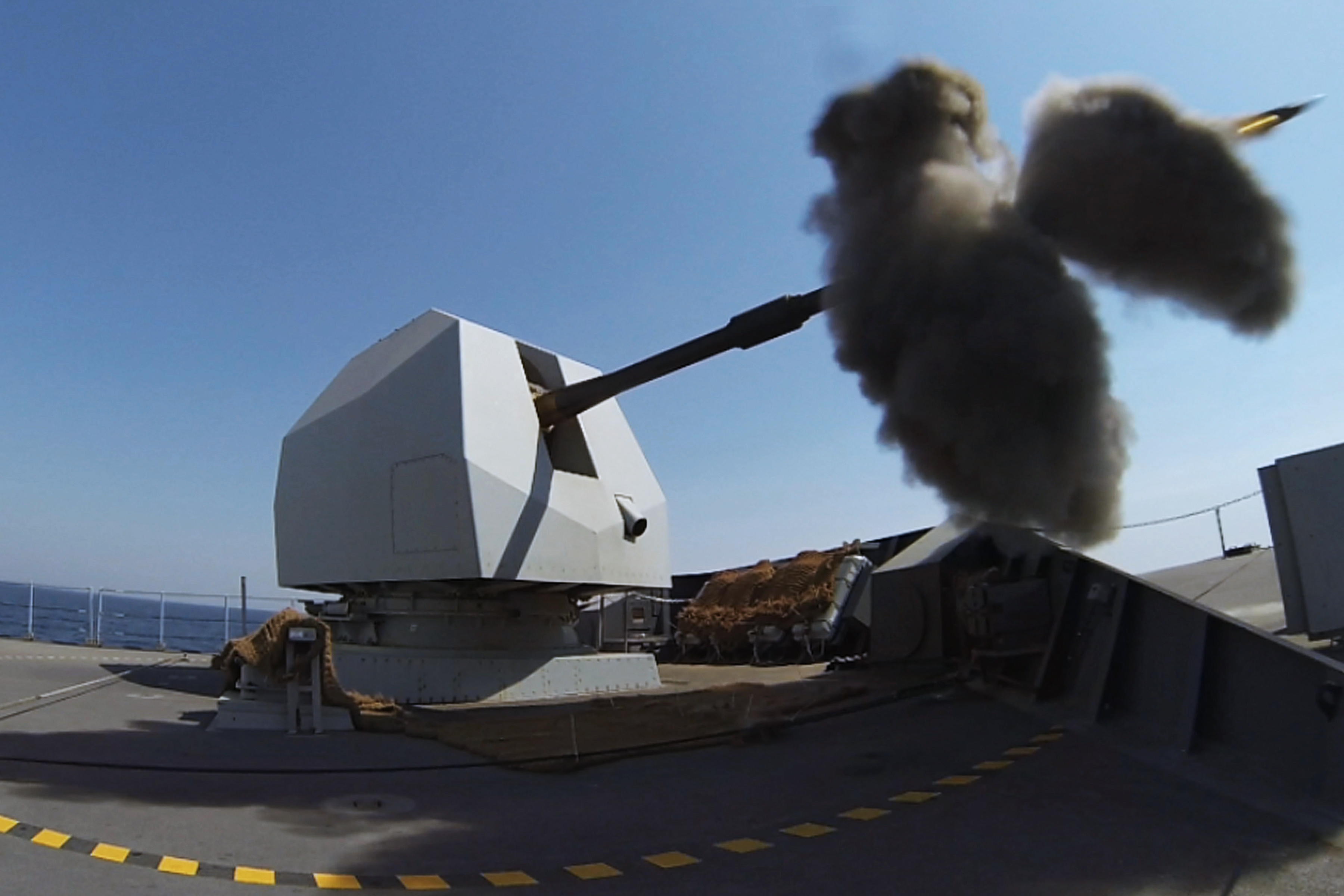
55口径114mm単装砲
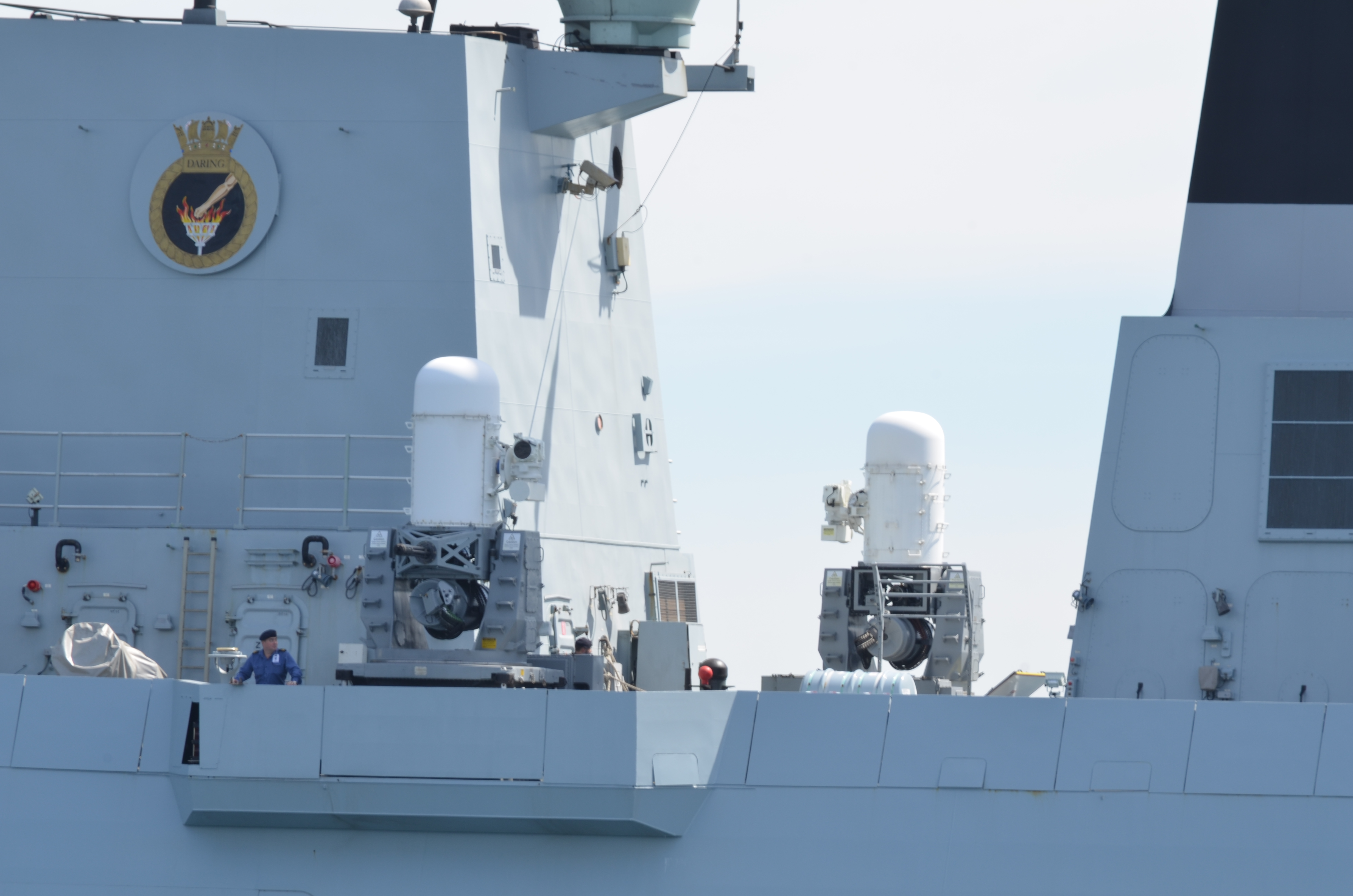
ファランクス 20mmCIWS

## 比較表
|          |            | 45型（デアリング級）                       | フォルバン級                               | アンドレア・ドーリア級                     |
| -------- | ---------- | ------------------------------------------ | ------------------------------------------ | ------------------------------------------ |
| 船体     | 満載排水量 | 8,000 t                                    | 7,000 t                                    | 6,700 t                                    |
| 船体     | 全長       | 152.4 m                                    | 153 m                                      | 153 m                                      |
| 船体     | 全幅       | 16.1 m                                     | 20.3 m                                     | 20.3 m                                     |
| 機関     | 方式       | IFEP                                       | CODOG                                      | CODOG                                      |
| 機関     | 出力       | 53,648 shp                                 | 62,560 shp                                 | 62,560 shp                                 |
| 機関     | 速力       | 31.5 kt                                    | 29 kt                                      | 29 kt                                      |
| 兵装     | 砲熕       | 55口径114mm単装砲×1基                      | 62口径76mm単装砲×2基                       | 62口径76mm単装砲×3基                       |
| 兵装     | 砲熕       | 20mmCIWS×2基                               | 90口径20mm単装機銃×2基                     | 87口径25mm単装機銃×2基                     |
| 兵装     | 砲熕       | 75口径30mm単装機銃×2基                     | ―                                          | ―                                          |
| 兵装     | ミサイル   | シルヴァーA50 VLS×48セル （アスター15/30） | シルヴァーA50 VLS×48セル （アスター15/30） | シルヴァーA50 VLS×48セル （アスター15/30） |
| 兵装     | ミサイル   | ハープーン 4連装発射機×2基                 | エグゾセMM40 4連装発射機×2基               | テセオ 4連装発射機×2基                     |
| 兵装     | 水雷       | 後日装備可能                               | 324mm魚雷発射管×2基                        | 324mm魚雷発射管×2基                        |
| レーダー | 多機能型   | SAMPSON×1基                                | EMPAR×1基                                  | EMPAR×1基                                  |
| レーダー | 捜索用     | S1850M×1基                                 | S1850M×1基                                 | S1850M×1基                                 |
| 艦載機   | 艦載機     | リンクスHMA.8 / マーリンHM.1×1機           | NFH90 / AW101×1機                          | NFH90 / AW101×1機                          |
| 同型艦数 | 同型艦数   | 6隻                                        | 2隻                                        | 2隻                                        |

## 同型艦
| #   | 艦名                        | 起工            | 進水            | 就役           |
| --- | --------------------------- | --------------- | --------------- | -------------- |
| D32 | デアリング HMS Daring       | 2003年 3月28日  | 2006年 2月1日   | 2009年 7月23日 |
| D33 | ドーントレス HMS Dauntless  | 2004年 8月26日  | 2007年 1月23日  | 2010年 11月3日 |
| D34 | ダイヤモンド HMS Diamond    | 2005年 2月25日  | 2007年 11月27日 | 2011年 5月6日  |
| D35 | ドラゴン HMS Dragon         | 2005年 12月19日 | 2008年 11月17日 | 2012年 4月20日 |
| D36 | ディフェンダー HMS Defender | 2006年 7月31日  | 2009年 10月21日 | 2013年 3月21日 |
| D37 | ダンカン HMS Duncan         | 2007年 1月26日  | 2010年 10月11日 | 2013年 9月26日 |

### 運用史
2021年6月23日、ロシア国防省は、「ディフェンダー」（D36）がクリミア半島セヴァストポリ近くの黒海のロシア領海を侵犯し、ロシア国境軍の艦船が2度にわたり警告射撃を実施したと発表した。また、クリミア半島サキに駐屯するロシア海軍第43独立海軍攻撃航空連隊のSu-24戦闘爆撃機も、ディフェンダーの航行ルートに警告の爆弾を投じたという。ただし、イギリス国防省によるとディフェンダーは国際法に従いウクライナ領海を航行しており、警告射撃は無かったとしている。また、イギリス国防省が公表した写真には、ロシア海軍のSu-24MとKh-31空対艦ミサイルを搭載したSu-30SMが、「ディフェンダー」に随伴していたオランダ海軍のフリゲート「エヴァーツェン」に接近する様子が写っていた。
2023年12月16日、イギリス国防省は「ダイヤモンド」（D36）が紅海で商船を狙っていたとみられるドローン1機を撃墜したと発表した。同省はドローンの所属については言及しなかったか、紅海で同年に起きた複数の攻撃をめぐっては、イエメンの反政府武装組織フーシが関与を主張している。

## 登場作品

### 映画
『007/ノー・タイム・トゥ・ダイ』
「ドラゴン」が登場。サフィンの秘密基地破壊のため巡航ミサイルを発射する。